# 源経成
源 経成（みなもと の つねなり）は、平安時代中期の公卿。醍醐源氏、大納言・源重光の孫。越前守・源長経の長男。官位は正二位・権中納言。

## 経歴
後一条朝の治安3年（1023年）諸陵助に任ぜられると、右近衛将監・六位蔵人を経て、万寿5年（1028年）従五位下・侍従に叙任される。その後、少納言を務め、長元5年（1032年）従五位上、長元9年（1036年）正五位下と昇叙された。
後朱雀朝に入り、長暦2年（1038年）左少弁兼五位蔵人に任ぜられると、長久2年（1041年）権右中弁、長久3年（1042年）従四位下・右中弁、久4年（1043年）正四位下・権左中弁と要職の弁官を務めながら急速に昇進し、長久5年（1044年）蔵人頭（頭弁）を兼ねた。寛徳2年（1045年）正月に後冷泉天皇が即位すると蔵人頭を止められるが、10月に再任され、永承3年（1048年）参議に任ぜられて公卿に列した。
議政官の傍らで、修理大夫や兵衛督（検非違使別当）を兼ね、永承6年（1051年）正三位、天喜5年（1057年）従二位と昇進した。康平4年（1061年）権中納言に昇進し、康平8年（1065年）正二位に至る。
治暦2年（1066年）7月9日薨去。享年58。最終官位は権中納言正二位。

## 逸話
康平4年（1061年）の権中納言昇進に関して、以下の話が伝わっている。
権中納言に欠員が生じて経成がこれを所望していた際、石清水八幡宮に詣でて、神主（紀輔任）に対して「（私は検非違使別当として）強盗百人の首を刎ねた者である。この功労により今回の欠員が生じた納言を拝任されるよう、祈祷せよ」と言った。神主が言うには「吾が神は殺生を禁断し、放生（捕らえられている魚や鳥などを買いとって河・山に放す慈悲行）を宗とされている。どうしてそのようなことを申し上げることができようか」。経成が重ねて言うには「御禁断、放生の宗、御託宣の文で明白である。但し、この託宣の文末には『国家のために、臣、殺す者出で来ること有らんの時、此の限りに非ず』」とあるはずだ。どうして知らないのか。ちゃんと申し上げるように」。神主が（経成の言うように）申し上げたところ、果たして経成は権中納言に任ぜられた。（『古事談』）

## 官歴
『公卿補任』による。
- 治安3年（1023年） 2月12日：諸陵助
- 万寿2年（1025年） 10月11日：右近衛将監
- 万寿4年（1027年） 正月10日：六位蔵人
- 万寿5年（1028年） 2月15日：従五位下（府）。9月28日：侍従
- 長元3年（1030年） 11月5日：少納言
- 長元4年（1031年） 2月1日：紀伊権守
- 長元5年（1032年） 正月5日：従五位上
- 長元9年（1036年） 正月7日：正五位下
- 長暦2年（1038年） 正月14日：五位蔵人。12月7日：左少弁
- 長久2年（1041年） 12月9日：権右中弁
- 長久3年（1042年） 正月5日：従四位下（弁）。正月14日：昇殿。10月23日：右中弁
- 長久4年（1043年） 正月22日：従四位上（造宮行事）。9月13日：権左中弁。10月27日：正四位下（松尾大原野行幸行事賞追叙）
- 長久5年（1044年） 正月24日：兼民部権大輔并周防権守。12月14日：蔵人頭（頭弁）
- 寛徳2年（1045年） 正月16日：止頭。10月23日：兼修理大夫。10月24日：更補蔵人頭
- 永承元年（1046年） 9月3日：補大嘗会御禊装束司長官。9月23日：日辞大輔
- 永承3年（1048年） 12月7日：参議、大夫如元
- 時期不詳：右兵衛督
- 永承4年（1049年） 2月5日：兼備前権守、従三位（永承元造宮行事賞）
- 永承5年（1050年） 9月25日：検非違使別当
- 永承6年（1051年） 11月5日：正三位（去年行幸石清水行事賞、弁時）
- 天喜3年（1055年） 2月2日：兼讃岐権守
- 天喜5年（1057年） 正月5日：従二位（造宮行事賞）
- 康平3年（1060年） 12月16日：左兵衛督。2月21日：兼播磨権守
- 康平4年（1061年） 12月8日：権中納言、督別当如元
- 康平7年（1064年） 12月13日：辞別当
- 康平8年（1065年） 正月7日：正二位（為修理大夫之時造興福寺東金堂行事）
- 治暦2年（1066年） 7月9日：薨去（権中納言正二位）

## 系譜
- 父：源長経
- 母：藤原時方の娘
- 妻：藤原泰通の娘
  - 男子：源重資
- 生母不明の子女
  - 男子：源重綱
  - 男子：源成経

## 登場作品
- 炎立つ (1993年、NHK大河ドラマ)、演 : 篠井英介

| 軍職          | 軍職                     | 軍職          |
| ------------- | ------------------------ | ------------- |
| 先代 藤原経任 | 左兵衛督 1061 - 1066     | 次代 藤原経季 |
| 先代 藤原経任 | 検非違使別当 1050 - 1065 | 次代 藤原能長 |
| 先代 藤原良頼 | 右兵衛督 1049 - 1061     | 次代 藤原経季 |